# Celama chionaecesis
Celama chionaecesis är en fjärilsart som beskrevs av George Francis Hampson 1914. Celama chionaecesis ingår i släktet Celama och familjen trågspinnare. Inga underarter finns listade i Catalogue of Life.